# Pierella larymna
Pierella larymna är en fjärilsart som beskrevs av Doubleday 1849. Pierella larymna ingår i släktet Pierella och familjen praktfjärilar. Inga underarter finns listade i Catalogue of Life.